# 新同盟
新同盟（社会自由党）（リトアニア語: Naujoji sąjunga (socialliberalai)、略称: NS(SL)）は、かつてリトアニアに存在していた中道左派政党。社会自由主義を標榜していた。日本語では新連合（社会自由党）とも訳される。欧州自由民主改革党に参加し、自由主義インターナショナルにもオブザーバー参加していた。設立は1998年。党首はアルトゥーラス・パウラウスカス。2011年に労働党に吸収合併された。

## 党の方針
個人の自由、社会の団結、国民の福祉、そして公正さに価値をおく、社会自由主義を標榜している。

## 歴史
2000年、新同盟はリトアニア自由連合 (LLS) とともに連立政権を樹立。2001年からはリトアニア社会民主党 (LSDP) と連立政権を組み、2004年からは労働党 (DP) も連立政権に加わった。
2002年リトアニア大統領選挙では党からアルトゥーラス・パウラウスカスが立候補、得票率は8.31%で、アダムクス候補、パクサス候補に次いで第3位であった。
2004年リトアニア大統領選挙では党からヴィリヤ・ブリンケヴィチューテが立候補、得票率は16.6%で第4位であった。同年10月10日の議会選挙では、社会民主党と選挙連合「リトアニアのための労働のために」を組み、新同盟は141議席のうち11議席を獲得した。
2008年リトアニア議会選挙では左派諸政党は大きく議席を減らし、新同盟も1議席のみの獲得にとどまった（得票率3.7%）。
2011年4月9日、新同盟は労働党に吸収合併された。